# 1974 en Inde
Chronologie de l'Inde
- 1970
- 1971
- 1972
- 1973
- 1974
- 1975
- 1976
- 1977
- 1978

Cette page concerne les évènements survenus en 1974 en Inde :

## Évènement
- Article 371D de la Constitution de l'Inde (en)
- Poursuite du mouvement Chipko.
- Poursuite du mouvement Navnirman Andolan (en)
- Protocole sur les visites de sanctuaires religieux (en)
- janvier : Début de l'épidémie de variole (fin en mai 1975)
- 5 janvier : Début des émeutes de Worli (en)
- 18 mars : Mouvement du Bihar (en)
- 8-27 mai Grève des chemins de fer (en)
- 18 mai : Opération Bouddha souriant, premier essai nucléaire réalisé par l'Inde.
- 28 juin : Pacte Sirima–Gandhi (en)
- 8 juillet : Accords sur les frontières maritimes entre l'Inde et le Sri Lanka (en)

## Cinéma
- 21e cérémonie des Filmfare Awards
- 21e cérémonie des National Film Awards (en)
- Les films Roti Kapda Aur Makaan (en), Chor Machaye Shor (en), Dost (en), Prem Nagar (en) et Bidaai (en) sont à la première place du box office indien pour l'année 1974.
- Autres sorties de film :
  - Ankur
  - La Forteresse d'or
  - Kanyakumari
  - Rajnigandha
  - Vents chauds

## Littérature
- Biswasghatak (en), roman de Narayan Sanyal (en)
- Hajar Churashir Maa (en), roman de Ramon Magsaysay
- Kailashey Kelenkari (en), roman de Satyajit Ray
- Mayyazhippuzhayude Theerangalil (en), roman de M. Mukundan (en)
- Meri Teri Uski Baat (en), roman de Yashpal (en)
- Na Hanyate (en), roman de Maitreyi Devi
- Royal Bengal Rahashya (en), roman de Satyajit Ray